# Summer in Paradise
Summer in Paradise — двадцать седьмой студийный альбом американской рок-группы The Beach Boys. Диск вышел в августе 1992 года на Brother Records и стал единственным студийным альбомом The Beach Boys, не попавшим в американский хит-парад.

## Обзор
Концепция Summer in Paradise обозначена в названии альбома — это возвращение к летней тематике, характерной для раннего периода группы. Эту связь знаменует перезапись песни «Surfin’» — самого первого сингла The Beach Boys (1961). Кроме того, были записано ещё несколько кавер-версий 1960-х годов: открывающая альбом «Hot Fun in the Summertime» Sly and the Family Stone, «Remember (Walking in the Sand)» группы The Shangri-Las и «Under the Boardwalk» группы The Drifters. Кроме того, была включена новая версия песни «Forever», в оригинале вышедшей в альбоме Sunflower в 1970 году; в новой версии её исполняет актёр Джон Стэймос. Авторами большинства новых композиций были Майк Лав и Терри Мелчер (давний партнёр Брюса Джонстона); Мелчер также выступил продюсером альбома.
В записи альбома компьютерные технологии были привлечены ещё в большей степени, чем в предыдущих двух альбомах. Так, большая часть ударных спрограммирована на драм-машинах; тоже относится и к партиям баса. Алан Джардин принял поверхностное участие, исполнив лишь куплет в двух песнях. Это единственный альбом The Beach Boys, к созданию и записи которого Брайан Уилсон совершенно был непричастен; кроме того, это также единственный студийный альбом группы, не попавший в американский хит-парад. Единственный сингл из альбома — «Hot Fun in the Summertime» — также прошёл совершенно незамеченным. В 1993 году Summer in Paradise вышел в другой версии в Великобритании: были изменены обложка, а пять песен были представлены в новых вариантах.
Summer in Paradise не был включён в программу переиздания альбомов группы 1970—1980-х годах, начатую Capitol Records в 2000 году.

## Обложка
Альбом был оформлен Робертом Лином Нельсоном. Британская версия альбома вышла в другой обложке, также сделанной Нельсоном.

## Список композиций
| №   | Название                                 | Автор(ы)                          | Вокал                     | Длительность |
| --- | ---------------------------------------- | --------------------------------- | ------------------------- | ------------ |
| 1.  | «Hot Fun in the Summertime»              | Сильвестр Стюарт                  | Майк Лав, Карл Уилсон     | 3:29         |
| 2.  | «Surfin’»                                | Брайан Уилсон / М. Лав            | М. Лав, К. Уилсон         | 3:45         |
| 3.  | «Summer of Love»                         | М. Лав / Терри Мелчер             | М. Лав                    | 2:51         |
| 4.  | «Island Fever»                           | М. Лав / Т. Мелчер                | М. Лав, К. Уилсон         | 3:27         |
| 5.  | «Still Surfin’»                          | М. Лав / Т. Мелчер                | М. Лав                    | 4:03         |
| 6.  | «Slow Summer Dancin’ (One Summer Night)» | Брюс Джонстон / Дэнни Уэбб        | Б. Джонстон, Алан Джардин | 3:23         |
| 7.  | «Strange Things Happen»                  | М. Лав / Т. Мелчер                | М. Лав, А. Джардин        | 4:42         |
| 8.  | «Remember (Walking in the Sand)»         | Джордж Мортон                     | К. Уилсон                 | 3:31         |
| 9.  | «Lahaina Aloha»                          | М. Лав / Т. Мелчер                | М. Лав, К. Уилсон         | 3:44         |
| 10. | «Under the Boardwalk»                    | Артур Резник / Кенни Янг / М. Лав | М. Лав, К. Уилсон         | 4:07         |
| 11. | «Summer in Paradise»                     | М. Лав / Т. Мелчер / Фолл         | М. Лав                    | 3:52         |
| 12. | «Forever»                                | Деннис Уилсон / Грегг Джейкобсон  | Джон Стэймос              | 3:05         |

В Великобритании альбом вышел в 1993 году и включал заново смикшированные или полностью перезаписанные версии пяти песен («Island Fever», «Strange Things Happen», «Under the Boardwalk», «Summer in Paradise» и «Forever»).

## Участники записи
The Beach Boys:
- Алан Джардин — вокал
- Брюс Джонстон — вокал, клавишные
- Майк Лав — вокал
- Карл Уилсон — вокал

## Альбомные синглы
- «Hot Fun in the Summertime» / «Summer of Love» (Brother; июль 1992)